# 上古卷轴系列
上古卷轴系列是由贝塞斯达软件公司所制作的电脑角色扮演游戏系列，自1994年上市的《上古卷轴：竞技场》开始，目前已有五代的游戏。本系列游戏于一个架空世界名叫奈恩的星球上，目前故事焦点皆在该星球上，位于泰姆瑞尔大陸的泰姆瑞尔帝国中所发生的历史事件。本系列游戏强调极大的自由度，以完整的架空世界，丰富的世界设定，在众多角色扮演游戏里，独树一格。晨风、湮没、天际皆获得众多媒体评选的年度游戏奖项。这一系列游戏在全球共卖出5000万份以上。

## 开发历史
| 1994 | 上古卷轴：竞技场                     |
| 1995 |                                      |
| 1996 | 上古卷轴II：匕首雨                   |
| 1997 | 上古卷轴：战鬥神塔                   |
| 1998 | 上古卷轴：红色守卫                   |
| 1999 |                                      |
| 2000 |                                      |
| 2001 |                                      |
| 2002 | 上古卷轴III：晨风                    |
| 2002 | 上古卷轴III：审判席                  |
| 2003 | 上古卷轴III：血月                    |
| 2003 | The Elder Scrolls Travels: Stormhold |
| 2004 | The Elder Scrolls Travels: Dawnstar  |
| 2004 | The Elder Scrolls Travels: Shadowkey |
| 2005 |                                      |
| 2006 | 上古卷轴IV：湮没                     |
| 2006 | 上古卷轴IV：九骑士                   |
| 2007 | 上古卷轴IV：战栗孤岛                 |
| 2008 |                                      |
| 2009 |                                      |
| 2010 |                                      |
| 2011 | 上古卷轴V：天际                      |
| 2012 | 上古卷轴V：天际·黎明守卫             |
| 2012 | 上古卷轴V：天际·炉火                 |
| 2012 | 上古卷轴V：天际·龙裔                 |
| 2013 |                                      |
| 2014 | 上古卷軸Online                       |
| 2015 |                                      |
| 2016 | 上古卷轴V：天际特别版                |
| 2017 | 上古卷轴：传奇                       |
| 2017 | 上古卷轴V：天际VR                    |
| 2017 | 上古卷軸Online：晨风                 |
| 2018 | 上古卷軸Online：夏暮                 |
| 2019 | 上古卷軸Online：艾斯威尔             |
| 2020 | 上古卷轴：刀锋战士                   |
| 2021 | 上古卷軸V紀念版                      |
| 2022 | 上古卷軸Online：High Isle            |
| 2023 | 上古卷軸Online：Necrom               |
| 2024 | 上古卷軸：城堡                       |
| 2025 | 上古卷轴IV：湮灭重制版               |
| 待定 | 上古卷轴VI                           |

### 开发之前
在开发上古卷轴系列之前，贝塞斯达主要开发体育类与动作类游戏。从工作室成立到1994年《上古卷轴：竞技场》发布的六年间，贝塞斯达共发行十个游戏，其中六个为体育游戏如《模拟冰球联盟》、《NCAA篮球：四强之路（'91/'92 版本）》、《韦恩·格雷茨基冰球》，其余四个为改编游戏，主要有终结者系列等。在其开始开发首个动作角色扮演游戏时，贝塞斯达的研发方向发生了改变。设计师Ted Peterson回忆道：“记得那时候和Sir-Tech的人聊天，他们当时在开发《巫术7》，讲到我们想开发一款动作角色扮演游戏时都笑我们是不自量力。”当时与Ted Peterson一同工作的人还有Vijay Lakshman，他也是《上古卷轴：竞技场》这一“中世纪风格角鬥游戏”的最初开发者之一。

### 上古卷轴：竞技场
Peterson和Lakshman的团队又加入了一个人，Julian Lefay。据Peterson说，“完全是他带领着上古卷轴系列的初期开发。”三个人都一直很喜欢纸笔角色扮演游戏，这对泰姆瑞尔（Tamriel）世界的创造有着很大的影响。同时他们也是窥镜工作室的创世纪：地下世界系列的拥趸，《上古卷轴：竞技场》的大部分灵感都来源于这一系列。一开始，《上古卷轴：竞技场》完全不是一个角色扮演游戏。在玩家于世界首都皇城成为“大冠军”之前，都只会一直带领着自己的一队鬥士在各个竞技场与其他团队角鬥。在游戏途中，可以完成一系列更有角色扮演之感的支线任务。随着游戏进程的发展，角鬥渐渐变得没那么重要，反而支线任务更加的引人注目。随着游戏扩展到竞技场外的城市，以及城市外的地牢，更多的RPG元素被添加到游戏中。渐渐地开发团队决定将角鬥元素彻底从游戏中移除，并将重心放在任务及地牢上，使得《上古卷轴：竞技场》成为一个完全的角色扮演游戏。尽管开发团队已经将竞技场角鬥的内容完全去掉，但游戏名字已经确定，所以游戏最后仍以上古卷轴：竞技场的名字上市。“上古卷轴”这一名字是由贝塞斯达创立人Christopher Weaver想出来的，其逐渐成为“记录着泰姆瑞尔的过去、现在及将来的神秘之书”。对应在游戏中，其开始时旁白是：“上古卷轴预示着一切……”
贝塞斯达没能赶上1993年的圣诞节，于1994年春季发售了《上古卷轴：竞技场》，“对一个像贝塞斯达这样的小公司来说，这个影响真的很大。”游戏的封面是一个衣着暴露的女战士，分销商担心这会影响销售。结果也确实如此，游戏一开始只卖出去了两万份。由于错过了圣诞销售季，开发团队担心“公司要完蛋了。”然而，随着游戏不断地被大家所议论，每一个月游戏的销量都在增长。尽管有一些初始的BUG以及对电脑配置的要求很高，游戏还是紅了起来。对游戏的评价从“中等”到“很棒”不等。不过，游戏还是建立起了玩家黏性。游戏史学家Matt Barton称：“《上古卷轴：竞技场》为电脑角色扮演游戏树立了一个新标准，并向我们展示出游戏的发展仍有极大的空间。”

### 上古卷轴2：匕首雨
在1994年3月《上古卷轴：竞技场》发售之后，贝塞斯达立刻开始了《上古卷轴2：匕首雨》的研发。Ted Peterson任游戏总设计师。上古卷轴2：匕首雨的剧情相比于上古卷轴：竞技场更加新颖，包含了“一系列产生不同结果的复杂冒险”。在《上古卷轴2：匕首雨》中，《上古卷轴：竞技场》的经验点系统被角色扮演奖励系统所取代。《上古卷轴2：匕首雨》使用了一种改进的角色生成引擎，其包含了一个基于泛用无界角色扮演系统的阶级生成系统，使得玩家可以创造属于自己的阶级，自由分配自己的技能。《上古卷轴2：匕首雨》使用最初的一种真3D引擎，Xngine引擎开发。其中的游戏世界面积相当于英国，有着一万五千个城镇及七十五万人口。Julian LeFay和Ted Peterson当时玩的游戏如《吸血鬼：化装舞会》，当时看的小说如仲马的《铁面王子》等都影响了《上古卷轴2》的内容。《上古卷轴2：匕首雨》于1996年8月31日发售。像前作《上古卷轴：竞技场》一样，《上古卷轴2：匕首雨》一开始由于一些BUG使得玩家对其很不满。这些BUG在后来的版本被修复了。由于这一事件，之后游戏的发售变得更加谨慎小心。
此作英文原名 Daggerfall，常用的译名「匕首雨」或为误译。根据游戏内容，译为「匕落」更恰当。

### 上古卷轴：战鬥神塔与上古卷轴：红色守卫
《上古卷轴2：匕首雨》发售之后，贝塞斯达同时开始了三个互相独立的项目：《上古卷轴：战鬥神塔》，《上古卷轴：红色守卫》以及《上古卷轴3：晨风》。《上古卷轴：战鬥神塔》，原名《匕首雨地牢：战鬥神塔》，于1997年11月30日发售，是三个项目中最早的。最初《上古卷轴：战鬥神塔》被设计为《上古卷轴2：匕首雨》的一个扩展包，后来才改为一个独立的游戏。《上古卷轴：战鬥神塔》主要的内容是地牢探险，并提供了PVP战鬥的多人游戏模式。在2014年《上古卷轴OL》发售前，上古卷轴系列中只有《上古卷轴：战鬥神塔》可进行PVP战鬥。《上古卷轴：红色守卫》于1998年10月31日发售，是三个项目中第二个发售的。这部作品受到古墓丽影，波斯王子和创世纪系列的影响，是一部完完全全的动作探险游戏。在《红色守卫》中，玩家不能创建自己独有的角色，而是操作一个预设的名为“红色守卫塞勒斯”的角色。贝塞斯达的粉丝们对这两部作品均无高评价，玩家们习惯了《上古卷轴2：匕首雨》巨大的开放世界，难以接受《红色守卫》与《战鬥神塔》的缩减过的世界。基于玩家对大型RPG世界的热衷，贝塞斯达在下一部上古卷轴作品上投下了更多的努力。

### 上古卷轴3：晨风
在《上古卷轴2：匕首雨》研发时，对上古卷轴系列第三部作品的构想就已开始。最初，游戏计划制作出整个晨风省，并使玩家可以加入五大丹莫豪门，但由于当时技术所限，这一构想无法实现。最后发售时，游戏只包含了瓦登费尔岛，玩家只能加入三个丹莫豪门。本作中不再使用Xngine引擎，取而代之的是由Numerical Design Limited开发的Gamebryo引擎。Gamebryo引擎基于Direct3D，支持光影转换，32位贴图以及骨骼动画。开发团队决定使用了一种在《上古卷轴：红色守卫》中开发的技术，游戏物件由人工制作而非随机算法生成，他们认为这会使得游戏世界更加的丰富多样。
这一项目据称要“一百个人工作一年才能弄出来”。贝塞斯达增加了三倍的人手，经过一年的时间，开发出了上古卷轴开发套件。这使得游戏开发人员更易于平衡游戏，增添游戏内容更加方便。曾在《上古卷轴2：匕首雨》发售后离开的Ted Peterson，重新回到开发工作，负责设计游戏内物件，并担任游戏背景方面的总顾问。《上古卷轴3：晨风》PC版于2002年4月23日完成，5月1日在北美发售，Xbox版本于6月7日发售。1月3日时，贝塞斯达宣布将由育碧负责《晨风》以及其他八个贝塞斯达的游戏在欧洲的发行。
《上古卷轴3：审判席》于2002年11月1日完成，并悄无声息地于11月6日发售。在审判席中，玩家可由瓦登费尔（Vvardenfell）岛传送至晨风帝国首都悲伤之城。在《上古卷轴3：晨风》发售后，开发团队就立刻开始了《审判席》的研发，仅花了5个月的时间便研发完成。由于有着上古卷轴开发套件，团队便可“以现有工具快速创造内容及新特性”。《审判席》中的改变包括用户界面的改善，以及晨风旅行系统的重做等等。《上古卷轴3：晨风》的第二个扩展包，《上古卷轴3：血月》，于2003年5月23日完成，6月6日发售，在《审判席》发售时就已开始研发。在这一扩展包中，玩家可旅行至冰封之岛索瑟姆，并接受到调查当地驻守士兵不安之原因的任务。

### 上古卷轴4：湮没
《上古卷轴4：湮没》的研发工作于2002年开始，此时《上古卷轴3：晨风》刚刚发行。它由贝塞斯达Softworks公司研发，其最初的Xbox 360与PC版本是由贝塞斯达与Take-Two的子公司2K Games共同发行的。《上古卷轴4：湮没》于2006年3月21日正式发行，以被后世称作“湮没危机”的事件为主题。湮没危机中，各地出现了通往湮没位面的传送门，导致大量迪德拉魔族降临泰姆瑞尔。制作组注重加强剧情的紧凑性，力图将游戏内角色刻画得更为圆满，同时让游戏世界中的各类信息更易为玩家所获取。《上古卷轴4：湮没》的AI、物理效果、游戏画面均有很大提升。在《上古卷轴4：湮没》的制作中，贝塞斯达开发并使用了过程内容制作器，让游戏内的场景相较前作更为复杂、真实，同时还减轻了开发人员的负担。本作的两个资料片《九骑士》与《战栗孤岛》分别于2006年和2007年发行。前者增加了一条任务线，围绕对一组十字军文物的探寻展开；后者则添加了一个同样名为湮没的新位面。

### 上古卷轴5：天际
2010年8月，托德·霍华德称贝塞斯达目前着手的游戏项目早在《上古卷轴4：湮没》发行时就已开始开发了，开发过程实在称得上是漫长。该游戏于上古卷轴4：湮没发行后就立项了，但直到辐射3发行后其主要开发工作才开始进行。2010年九月，Eurogamer丹麦分部的一名记者称自己一次在飞机上无意中听到一名开发人员谈到贝塞斯达目前正在进行的项目，一个全新的上古卷轴系列游戏，尽管贝塞斯达并未就此事作出回应。同年12月的VGA上，托德·霍华德在台上放出了一段先行预告片并公布了游戏的名字。《上古卷轴5：天际》于2011年11月11日发行，广受好评。IGN，Spike及其他一些媒体都向其授予了“年度游戏”的奖项。游戏背景设于湮没事件之后，世界吞噬者巨龙奥杜因重返天际，威胁着泰姆瑞尔大陆上所有的生灵。三部资料片《黎明守卫》《炉火》《龙裔》于2012年登陆PC与Xbox 360， 2013年2月登陆PS3。《黎明守卫》添加了两个可加入的势力，及与之相关的一条围绕吸血鬼的任务线；《炉火》带来了更多的房屋个性化选项，包括房屋编辑器、收养儿童等等；而《龙裔》则新增了位于地图东北方的索瑟姆岛。2016年10月28日，《天际特别版》发行。2017年11月17日，《天际VR版》于PS4平台发行。2021年11月11日，《上古卷轴V：天际》十周年纪念版发布，并登陆PS5、PS4、Xbox Series X/S、Xbox One和PC等平台。

### 上古卷轴online
《上古卷軸Online》的背景設定在泰姆瑞爾大陸（Tamriel）2E 582年，故事劇情與其他作品有間接關聯。背景設定發生在《上古卷軸V：無界天際》的千年前，同時也是《上古卷軸III：魔捲晨風》和《上古卷軸IV：遺忘之都》的八百年前。
在阿卡維爾蛇人皇帝-賽爾瓦因·朱拉克(Savirien Chorak)被暗殺後的空位期間（Interregnum）發生了聯盟戰爭（Alliance War）。
由諾德人（Nord）亞龍人（Argonian）黑暗精靈（Dunmer）組成的黑檀心公約（Ebonheart Pact）與布萊頓人（Breton）紅衛人（Redguard）獸人（Orsimer）組成的匕落聯盟（Daggerfall Covenant）和高等精靈（Altmer）木精靈（Bosmer）虎人（Khajiit）組成的奥德莫利王權（Aldmeri Dominion另譯先祖神州）爭奪紅寶石王座。
此時迪德拉領主(Daedric Prince)莫拉格·巴爾（Molag Bal）以他的湮滅領域（Oblivion）領土冷港（Coldharbour另譯寇哈博）為根據地，並使用名為黑暗之錨（Dark Anchors）試圖讓Oblivion與泰姆瑞爾大陸合併統治，然而上古卷軸預言了將有名Vestige的無名英雄出現聯合三陣營阻止莫拉格·巴爾的計畫並拯救泰姆瑞爾大陸。
如同某代開始的傳統，主角（玩家）醒來後發現自己身穿囚服並在監獄裡，並被前來相救的巨人之女莉瑞絲（Lyris）告知自己（玩家）其實已死亡，靈魂被莫拉格·巴爾（Molag Bal）囚禁在冷港（Coldharbour），在莉瑞絲（Lyris）幫助下與先知（Prophet）相見，先知稱玩家為無魂者（Vestige）一個肉體與靈魂殘存不剩的存在並請求玩家與他重組五英豪（Five Companions）並尋找失落的眾王護符（The Amulet of Kings）合力阻止莫拉格·巴爾，而在莉瑞絲的犧牲下用先知的魔法傳回奈恩（Nirn）主角（玩家）的故事就此展開。

### 上古卷轴6
2018年E3展上，B社展示了上古卷軸6開發中的消息，並帶來一段空拍遊戲畫面。遊戲會在B社製作完成Starfield之後進入開發。

## 游戏玩法
上古卷轴系列属于动作角色扮演类游戏，同时也含有动作游戏及冒险游戏中的某些要素。在上古卷轴：竞技场中，玩家通过击杀怪物使游戏角色成长（获取经验值），达到一定标准后即升级。不过，上古卷轴2：匕首雨、上古卷轴3：晨风、上古卷轴4：湮没这三部作品在角色成长上则以技能为基础。玩家通过不断使用技能提升技能等级，一组特定的技能都升到一定等级时角色才会升级。而上古卷轴5：天际又采用了一种新模式，一个技能的等级越高，越能帮助角色升级。游戏的关注点因此从角色创造更多地转移到了角色成长上。上古卷轴5：天际的游戏引擎提供了上古卷轴开发套件，极大地便利了游戏扩展包（或模组）的创作发行。
相较于大部分角色扮演游戏，上古卷轴系列更加强调游戏体验的全面性。2006年11月初Joystiq发布了一篇文章，通过指出各自侧重点的不同对Bioware和贝塞斯达的作品进行了比较。贝塞斯达的作品侧重于“美学呈现与开放式结局的探险”；Bioware则侧重战鬥系统与模块化建筑。上古卷轴系列的设计师们也特别提到过这一要点。贝塞斯达阐述过他们在创作本系列第一部作品上古卷轴：竞技场时的动机：创造一个玩家在其中能够自由选择成长道路的游戏环境，而这也是纸笔角色扮演游戏佳作所应具备的品质。上古卷轴2：匕首雨的玩家指南开头有着一段设计宣言，上面写着游戏开发者的目标是“创造一本空白的书”以及该作品是“鼓励探索、奖励好奇的一款游戏”。游戏中的各种道路，无论是向善还是为恶，都由玩家自主选择，这些抉择“就如同现实生活一般”。这一设计理念在上古卷轴3：晨风上获得了延续，在上古卷轴2：匕首雨与上古卷轴3：晨风之间一直没有出现过与其类似的史诗游戏，但Joystiq文章中提到的对游戏画面的追求重新成为了制作重点。上古卷轴3：晨风开发期间，贝塞斯达增添了两倍的人手以更好地创造晨风这一全新制作的游戏世界。用贝塞斯达自己的话说就是，“我们明白上古卷轴：3晨风必须要超越市面上其他游戏的画面表现，我们的目标就是要让上古卷轴系列重新成为游戏创新的标杆。”

## 游戏出版历史

### 主系列游戏
| 发行时间                       | 中文游戏名称           | 性质     | 发行商       | 发售平台                                       |
| ------------------------------ | ---------------------- | -------- | ------------ | ---------------------------------------------- |
| 1994年3月                      | 上古卷轴：竞技场       | 正式作品 | 贝塞斯达软件 | PC （DOS）                                     |
| 1996年8月31日                  | 上古卷軸II：匕首雨     | 正式作品 | 贝塞斯达软件 | PC （DOS）                                     |
| 2002年5月1日                   | 上古卷轴III：晨风      | 正式作品 | 贝塞斯达软件 | PC （Windows） 、Xbox                          |
| 2006年3月20日                  | 上古卷軸IV：遺忘之都   | 正式作品 | 2K Games     | Windows、Xbox 360、PlayStation 3               |
| 2011年11月11日                 | 上古卷轴V：天际        | 正式作品 | 贝塞斯达软件 | Windows、Xbox 360、PlayStation 3、任天堂Switch |
| 2014年4月4日                   | 上古卷轴Online         | 正式作品 | 贝塞斯达软件 | Windows、Xbox 360、PlayStation 3               |
| 2025年4月22日                  | 上古卷轴IV：湮灭重制版 | 重製版   | 贝塞斯达软件 | Windows、Xbox Series X/S、PlayStation 5        |
| 2018年6月11日公布 发售日期未知 | 上古卷轴VI             | 正式作品 | 贝塞斯达软件 | 未知                                           |

### 分支游戏
- 1997年《上古卷轴：战鬥神塔（英语：An Elder Scrolls Legend: Battlespire）》：DOS版
- 1998年《上古卷轴：红色守卫（英语：The Elder Scrolls Adventures: Redguard）》：DOS版
- 《上古卷轴旅行（英语：The Elder Scrolls Travels）》手机版系列：
  - 2003年《上古卷轴：晨星（英语：The Elder Scrolls Travels: Dawnstar）》
  - 2004年《上古卷轴：暴雨（英语：The Elder Scrolls Travels: Stormhold）》
  - 2004年《上古卷轴：影钥（英语：The Elder Scrolls Travels: Shadowkey）》
  - 2006年《上古卷軸4：遺忘之都移動版》（The Elder Scrolls IV: Oblivion Mobile）[9]
- 2017年《上古卷軸：傳奇》：卡牌遊戲（電腦、手機）
- 2019年《上古卷軸：刀鋒衛士》：手機遊戲

## 世界簡介
上古卷軸的世界建構在一個名叫尼恩（Nirn）的星球和湮灭领域（Oblivion）的巨大宇宙裏。

### 尼恩（Nirn）
上古卷軸故事的主要發生地，而它的由來如下：
在宇宙混沌之初，只有安努（Anu）和帕杜梅（Padomay）存在，後來尼爾（Nir）出現了，安努和帕杜梅都很喜愛尼爾，但尼爾只喜歡安努，尼尔為安努生了許多小孩并創造十二個世界，於是心生忌妒的帕杜梅由愛生恨，便殺了尼爾毁灭了十二個世界的事物。事後，安努将帕杜梅放逐於時空之外，但他也無心拯救這十二個世界，便用了簡單的方法，將十二個世界的殘骸重新集結在一起，尼恩誕生了。

### 湮灭领域（Oblivion）
在遊戲世界裏，它指的是一種空间位面（Planes），類似龍與地下城的異界（Planescape），是一種泛稱生物迪德拉（Daedra）主要的居住世界，湮灭虚空（Planes of Oblivion）也是一個集合名詞，是個多度空間的世界。
在湮灭虚空存在著各個不同的領域 （Realm），各領域之間會大異其趣，也由不同的迪德拉领主（Daedric princes）所統治。例如：出現在四代各地的湮灭传送门，通往的地獄般的領域是由梅鲁涅斯·大衮（Mehrunes Dagon）所統治，而在其後上市之四代遊戲資料片《战栗孤岛》（Shivering Isles）是由谢格拉斯（Sheogorath）掌管，但兩地的風貎卻是完全不同。

### 泰姆瑞尔大陸（Tamriel）
泰姆瑞尔是奈恩（Nirn）星球上的一块大陆，上古卷軸系列遊戲的主要場景地點，也是泰瑞爾帝國的統治領域。
可分為下列行政省：

#### 黑沼泽（Black Marsh）
黑沼泽位于泰姆瑞尔的东南部，是亚龙人（Argonian）的故乡，大部分区域被沼泽和水路覆盖。
那兒的沼泽只有亚龙人才能游泳。

#### 赛洛迪尔/希羅帝爾（Cyrodiil）
赛洛迪尔是泰姆瑞尔帝国的首都所在地，位于泰姆瑞尔大陆中央，擁有相當良好的天然良港地形。原住民是艾雷德精灵（Ayleids），也是帝都（Imperial City）和白金塔（White Gold Tower）的建造者，在第一纪元初期被人类取代，后来成为赛洛迪尔人的故乡，是個充滿綠地且氣候溫和，非常適合人類居住的地方。在第三紀元(上古卷軸4)的湮滅危機遭到湮滅生物大肆破壞。赛洛迪尔由尼本盆地（Nibenay Basin）、中央森林（Great Forest）、西部林地（West Weald）、黄金海岸（Gold Coast）、科洛维亚高地（Colovian Highlands）、基拉尔山脉（Jerall Mountains）、黑森林（Blackwood）、瓦洛斯山脉（Valus Mountains）等区域组成。

#### 艾斯威尔（Elsweyr）
艾斯威尔是虎人（Khajiit）的故乡，位于泰姆瑞尔大陆南部。荒芜的山地和干旱的平原造就了艾斯威尔严酷的环境地貌，只有南部海岸地区才能见到茂密的丛林和绿油油的麦田。艾斯威尔由：安奎纳（Anequina）、收割之地（Reaper's March）、佩勒坦（Pellitine）、昆莱半岛(Quin'rawl Peninsula)、塔玛森林（Tenmar Forest）、凯娜瑞丝之息（Khenarthi's Roost）等区域组成。

#### 落錘（Hammerfell）
落錘省位于泰姆瑞爾的西部，原住民是杜莫（Dwemer），現今是红衛人（Redguard）的家鄉。氣候乾旱，大部分地區被沙漠、山地、高原覆蓋，西部海岸線可見零星的樹林。落锤省由：阿利克沙漠（Alik'r Desert）、班古莱（Bangkorai）、科拉格隆（Craglorn）、赫福雷姆（Khefrem）、斯特罗斯•马凯（Stros M'Kai）、铸日之地（Sunforge）、链岛（The Chain）等区域组成。
於第四紀元初，上古卷軸5時間點之前，落錘的紅衛人(Redguard)與梭默(Thalmer)和帝國塞普丁(Septim)王朝戰鬥後的梭默殘兵大戰，並取得勝利，而後宣布脫離帝國獨立，但不被帝國承認。

#### 高岩（High Rock）
高岩位于泰姆瑞尔西北，阿德拉（Aedra）、奥德莫（Aldmer）、诺德人（Nord）都曾经定居于此，现在是布莱顿人（breton）和兽人（Orc）的家乡。高岩省由格伦布雷（Glenumbra），暴风港（Stormhaven），破碎尖塔（Rivenspire），班古莱（Bangkorai）和沃斯加（Wrothgar）等区域组成，首都匕落城（Daggerfall）位于格伦布雷。

#### 晨風（Morrowind）
晨風位于泰姆瑞尔大陆的东北部，原住民是杜莫，第一纪元初期赤莫（Chimer）即丹莫（Dunmer）的前身，从永夏岛（Summerset Isle）移居于此。晨风由火山岛瓦登费尔（Vvardenfell）和内陆（mainland）组成，瓦登费尔北部是火山灰形成的灰烬之地，中部是泰姆瑞尔大陆最大火山-红色山脉（Red Mountain），南部是可耕作的大片农场绿地，瓦登费尔岛由九大区域组成：阿斯卡地安群岛（Ascadian Isles ）、阿祖拉海岸（Azura's Coast）、莫莱格•玛尔（Molag Amur）、苦痛海岸（Bitter Coast）、红色山脉（Red Mountain）、格瑞斯牧地（Grazelands）、西部峡谷（West Gash）、灰烬之地（Ashlands）、希尔格莱德（Sheogorad）  。
曾因為紅山的噴發而幾乎全毀。據魔法學院的研究，晨風省的某些岩層和天際省(Skyrim)的冬堡(Winterhold)相連，因此紅山的噴發也間接造成了冬堡的大崩塌(the Great Collapse)，冬堡的居民卻認為大崩塌是魔法學院造成的。

#### 天際省/天霜省（Skyrim）
天際省位于泰姆瑞尔大陆北部，原住民为法莫（Snow Elf，又譯作雪精靈）和杜莫(Dwemer)，现在是诺德人的家乡。天際省上半部区域幾乎被冰雪覆盖，只有中南部和南部地区才能见到大片的松木林和桦木林。人類帝國—賽普丁(Septim)王朝創始者，塔洛斯•賽普丁(Talos/Tiber Septim)的出生地，是諾德人第一次登陸泰姆瑞爾(Tamriel)的地方，亦為諾德英雄伊斯格拉莫(Ysgramor)帶領500諾德壯士與雪精靈血戰之地。
上古卷轴5：天际中，這裏有龍裔(Dragonborn)和龍的戰爭，以及風暴斗篷(Stormcloak)和帝國的戰爭。

#### 永夏岛（Summerset Isle，又译夏暮岛）
永夏岛位于泰姆瑞尔大陆的西南方，是奥特莫（Altmer）的故乡，也是莫（Mer）首次登陆泰姆瑞尔建立据点的地区，永夏岛由奥林顿（Auridon）和夏暮(Summerset)等岛屿组成，首都亚林诺（Alinor）坐落于夏暮。

#### 瓦伦伍德（Valenwood，又譯威木）
瓦伦伍德是波斯莫（Bosmer）的家乡，位于泰姆瑞尔大陆的南部，大部分地区被森林覆盖，气候炎热潮湿多雨。瓦伦伍德由绿荫（Greenshade）,巨木林（Grahtwood），收割之地（Reaper's March）和玛拉巴托尔(Malabal Tor)等区域组成，首府古树（Elden Root）位于巨木林。

### 其他大陆（Other continents）

#### 亚特莫拉（Atmora）
亚特莫拉位于泰姆瑞尔北部，是诺德人（Nord），帝国人（ Imperials），布莱顿人（ Bretons）迁徙到泰姆瑞尔之前的居住地。其中，最具传奇色彩的人物便是伊斯格拉莫（Ysgramor）及其氏族，伊斯格拉莫和他的两个儿子在神话纪元迁徙到了泰姆瑞尔的天际省（Skyrim），定居在撒塔尔（Saarthal）时遭到雪精灵（Snow Elf）的屠杀，经历了泪之夜（Night of Tears）后，他们重返亚特莫拉组建五百勇士团（Five Hundred Companions）最终战胜了雪精灵，诺德人从此在天际省定居下来，后人便称伊斯格拉莫为“the harbinger of us all”。在神话纪元时，亚特莫拉经历了气候巨变，由一个绿意盎然之地逐渐变成了被冰雪覆盖的冻土。此后的五千年中陆续有人类(Man)迁徙到泰姆瑞尔，包括著名的泰伯·塞普提（Tiber Septim）。到了第三纪元末，泰姆瑞尔的学者普遍认为亚特莫拉已无人居住。

#### 阿卡维尔（Akavir）
位于泰姆瑞尔东部，居住着虎人（Ka Po' Tun）、雪魔（Kamal）、猴人（Tang mo）、蛇人（Tsaesci）等种族。
阿卡维尔一直以来都是泰姆瑞尔大陆的主要威胁和敌人。泰姆瑞尔帝国第一次遭遇阿卡维尔人是在1E 2703年，赛蜥人（Tsaesci）入侵了塞洛迪尔（Cyrodiil）时，后来罗曼帝国军在白漫关（pale pass）击败了赛蜥军。第二次发生在2E 572年，阿卡维尔的卡玛尔人（Kamal）潜入了天际省（Skyrim）和晨风省(Morrowind)，最终被诺德人（Nords）黑暗精灵(Dark Elf)和亚龙人(Argonian)联军击败。第三次对抗是在3E 288年，尤瑞尔·塞普提六世（Uriel Septim V）远征阿卡维尔并夺取两座城池，不过这次行动终止于罗尼斯之战（Battle of Ionith），此后两块大陆几乎没有联系。

#### 尤库达（Yokuda）
位于泰姆瑞尔西部，曾是红卫人（Redguard）的故乡，后因不明原因沉入大海，红卫人逃往泰姆瑞尔大陆的落锤省（Hammerfell）生活。尤库达由主大陆和若干岛屿组成，大部分区域被沙漠，荒山和秃岩覆盖，气候干旱，历史上有零星的地震记载。
在神话纪元时期，国王议会（Na-Totambu）是尤库达的主要管理机构，到了第一纪元初期议会制变成君主制，并在1E 376年爆发了持续百年的内战。此后尤库达人逐渐尚武，形成了剑术诗人（Sword-singers）阶层，他们当中最优秀者被称为剑圣（Ansei），后来剑术诗人和剑圣成为军阀（Yokeda）和皇帝们的主要军事力量。在1E 780年最后一任皇帝Hira在位时，为了加强对帝国的统治，便对剑术诗人进行大规模残害，史称诗人之战（ War of the Singers），最后以费兰达·汉丁（Frandar Hunding）率领的剑术诗人大获全胜，获胜的军队在他的带领下前往泰姆瑞尔的落锤省定居，这也是尤库达人第一次迁徙到落锤省的记录。1E 792年，尤库达大陆沉入大海，大批尤库达人迁往落锤省成为红卫人。尤库达人已经发展出非常先进的农业，制革，造船，天文学和哲学。不过随着大陆的沉没，这些先进的知识逐渐失传，落锤省的红卫人也只是继承了少部分。

#### 潘多尼亚（Pyandonea）
坐落于泰姆瑞尔南方，马尔莫（Maormer，树精灵）居住于此。潘多尼亚大陆被迷雾环绕，与永夏岛（Summerset Isle）发生过数次海战，马尔莫一方由奥格努姆（Orgnum）担任战争领袖，奥格努姆在马尔莫社会中相当于国王（King)。潘多尼亚大陆对于泰姆瑞尔的人们来说始终是个谜，历史上唯一的记载是在2E 486年，马尔莫舰队出现在亚林诺（Alinor）海岸附近，高等精灵王海德里斯（Hidellith）下令追击，而后亚林诺舰队进入到一片未知海域，却被早已埋伏好的马尔莫伏击，只剩下一支舰队突破重围深入到迷雾中，当他们穿越迷雾后，展现在眼前的是一片海洋丛林（sea jungle），巨大的高原在海中耸立，高原上布满了奇异的植被，岸边的海草将马尔莫舰队很好的隐藏起来，迷雾风暴从内陆涌向海边，远处望去容易令人迷失方向。

#### 古艾尔诺菲（Aldmeris）
位置不可知，是精灵的故乡。

## 游戏种族

### 人类（Men）
- 帝国人（Imperial）
- 诺德人（Nord）
- 红卫人（Redguard）
- 布莱顿人（Breton）
- 开普图人（Keptu）
- 柯斯林吉（Kothringi）
- 埃尔-吉姆哈（Al-gemha）
- 埃尔-哈雷德（Al-hared）
- 戈人（Men-of-ge）
- 凯特人（Men-of-ket）
- 克瑞斯人（Men-of-'kreath）
- 尼德人（Nede）
- 奥玛人（Orma）

### 莫（Mer）
- 奥德莫（Aldmer）：古精灵（Elder Folk）
- 奥特莫（Altmer）：高精灵（High Elf）
- 艾雷德（Ayleids）：野精灵（Wild Elf）/高地精灵（Heartland High Elf）
- 波斯莫（Bosmer）：木精灵（Wood Elf）
- 赤莫（Chimer）：变精灵（Changed Folk）
- 丹莫（Dunmer）：暗精灵（Dark Elf）
- 鍛莫（Dwemer）：深精灵（Deep Folk）/矮人（Dwarf）
- 法爾莫（Falmer）：雪精灵（Snow Elf）
- 马尔莫（Maormer）：树精灵（Tropical Elves）/海精灵（Sea Elves）
- 欧斯莫（Orsimer）：弃精灵（Pariah Folk）/兽人（Orc）

### 兽族（beast）
- 亚龙人（Argonian）
- 猿人（Imga）
- 虎人（Khajiit）
- 狐人（Lilmothiit）
- 蟹人（Sload）

### 原灵（Et'Ada）
- Et'Ada，又称为“Original Spirits”（原灵），是被凡人崇拜和供奉的神灵，在人类看来，这些原灵就代表着神或恶魔。而在精灵文化里他们是阿德拉（Aedra）和迪德拉（Daedra）
- 阿德拉（Aedra）在精靈的語言中，意即“我的祖先”
- 迪德拉（Daedra）在精靈的語言中，意即“不是我的祖先”
- 每位Et'Ada（原靈）都有自己為世界所創造的與其所掌握控制的領域
- 迪德拉（Daedra）之所以在精靈語中不被稱之為“我的祖先”，是因為迪德拉（Daedra）不屬於創世 Et'Ada之中，是後來才加入的Et'Ada（ 相當於較為懶惰的一群Et'Ada ）

#### 阿德拉（Aedra）
阿德拉神袛共有九位：
- 阿卡托什（Akatosh）：掌管时间之龙神，众神之首、龍族之父。奧杜因(Alduin)為其長子，也有說法是奧杜因就是阿卡托什的其中一個化身。
- 阿凯/阿爾凱（Arkay）：掌管生命和死亡之神，法師(死靈法師除外)所崇拜的神祇。
- 迪贝拉（Dibella）：掌管美之魅惑之神
- 朱利安诺斯/尤里安諾思（Julianos）：掌管智慧和逻辑之神
- 凱娜瑞丝/凱娜瑞斯（Kynareth）：掌管自然與風之神
- 玛拉（Mara）：掌管爱情與母愛之神
- 斯坦达尔/斯丹達爾（Stendarr）：掌管慈悲和怜悯之神
- 塔洛斯/泰伯·賽普汀（Talos/Tiber Septim）：被奉為战争和治理之神（因為他並非Et'Ada，而是由凡人被升格而稱之為神)。為諾德人(Nord)英雄，帶領諾德人戰勝精靈，統一泰姆瑞爾(Tamriel)大陸，並建立賽普丁王朝，此為第二紀元的結束與第三紀元的開始。在上古卷軸5，由於人類帝國與精靈帝國的戰爭戰敗，在雙方和約中被禁止膜拜，因此造成諾德人的強烈不滿，為天際省(Skyrim)帝國與風暴斗篷(Stormcloak)內戰的主因。
- 泽尼撒尔/澤尼薩爾（Zenithar）：掌管商业和工匠之神

#### 迪德拉（Daedra）
目前已知的迪德拉领主是一共有 17 位，分别是：
- 阿祖拉（Azura）：代表黎明与黄昏，即充满魔力的暮光之中间领域，以月影、蔷薇圣母、夜空女王而为人所知。
- 波耶西亚（Boethiah）：代表欺骗背叛与诡诈，以及对于谋杀、暗杀、通敌、非法颠覆权威的秘密图谋。
- 卡拉维库斯·维尔（Clavicus Vile）：代表力量、願望、祝福之赐予，以仪式祈祷和条约的形式进行。
- 赫玛耐斯·莫拉（Hermaeus Mora）：代表命运好坏之占卜，以窥伺星象和穹隆而预判过去未来，以及预知知识和记忆在何方掌控之中。
- 海爾辛（Hircine）：代表迪德拉之狩猎、运动、竞技、追捕。以猎手，獸化人之父而为人所知。
- 玛拉凯斯（Malacath）：代表抛弃与放逐，是誓言和恶咒的守护者。
- 梅鲁涅斯·大袞（Mehrunes Dagon）：代表毁灭、变更、革新、能量、雄心。樣貌為全身紅色的四手巨人。在第三紀元(上古卷軸4湮沒)進入賽洛迪爾(Cyrodiil)，和湮灭領域的生物大肆破壞賽洛迪爾，最終被賽普丁(Septim)血脈的最後後裔——馬丁•賽普丁(Martin Septim)所化身的阿卡托什(Akatosh)驅逐回湮灭領域，至此第三紀元結束。
- 梅法拉（Mephala）：世人对其不甚了解；以织网者、纺织者、蜘蛛和低語女士而为人所知；她持之以恒的目标是蠱惑凡人之間的愛恨情仇，以供她消遣。
- 梅芮蒂亞（Meridia）：世人对其不甚了解；他与生物的活力有关，憎恨所有不死生物。
- 莫拉格·巴尔（Molag Bal）：代表对凡人的控制与奴役；他醉心于在凡人的领域散布鬥争和纠纷的种子，以此大肆收割凡人的灵魂，并使其受己支配。莫拉格也是吸血鬼的創造者，並受吸血鬼的崇拜。傳說在第一紀元時，莫拉格強暴了菈美•畢歐法(Lamae Beolfag)，留了一滴血在菈美的額頭上後就離開垂死的菈美。當夜晚來臨，菈美死了，但當她火葬的木材仍然燃燒時，菈美復活了，並且成為第一個吸血鬼，亦帶著吸血鬼的純血。
- 娜米拉（Namira）：代表远古之黑暗；以迪德拉精魂、冥冥的统治者、影之精魂而为人所知；与蜘蛛、昆虫、蛀虫、腐壞之物有關。
- 诺克圖娜爾（Nocturnal）：司掌機運、夜晚、黑暗、陰影；以夜之女士及盜賊的守護神而为人所知。
- 魄伊特（Peryite）（the Taskmaster）：代表最低级的湮灭地域；以散播疫病而为人所知。
- 桑吉恩（Sanguine）：代表狂欢和放纵，以及黑暗本性的狂放纵容。
- 谢爾格拉（Sheogorath）：代表疯狂；其行为是出其不意，莫名其妙，不合邏輯的，一切行為都是秩序魔神杰格拉(Jyggalag)的相反，所負責掌管的領域為戰慄孤島。在上古卷軸4DLC戰栗孤島中，主角因為幫助了謝爾格拉，在最後被謝爾格拉封為新一代的瘋狂魔神(Prince of Madness)。於上古卷軸5的任務《瘋狂的思想》(Mind of Madness)，主角會遇見謝爾格拉，謝爾格拉在對話中說出自己參與過湮滅危機(Oblivion Crisis)，以及認識化身成龍的馬丁(Martin)，即為上古卷軸4的馬丁• 賽普丁(Martin Septum)，可得知上古卷軸5的瘋狂魔神其實就是上古卷軸4的主角。
- 维耶米娜（Vaermina）：代表美梦和噩梦之境，并根据梦境推断邪恶的征兆。
- 杰格拉（Jyggalag）：代表秩序，鮮為人知，因本身力量比起其他的迪德拉領主強大而受到詛咒失蹤，為謝爾格拉(Sheogorath)的前身。唯有在一紀元之末才能從謝爾格拉變回杰格拉。在上古卷軸4DLC戰慄孤島以前，不斷輪迴著在杰格拉型態時派遣秩序騎士(Knight of Order)攻打戰慄孤島，謝爾格拉型態時防衛自己在杰格拉型態所派遣的秩序騎士，並重建戰慄孤島。直到上古卷軸4的主角幫助謝爾格拉才結束這個輪迴，並且封其為新一代瘋狂魔神(Prince of Madness)。

##### 其他領域神祇
- 瑪格努斯（Magnus），是非常聰明的 Et'Ada，在黎明時期為 Mundus 與 Nirn 世界最主要的建造者與構圖師，為創世神之一。後來因厭惡其他後加入的 Et'Ada（迪德拉（Daedra ））所參加的事物，選擇了離開，是第一個離開的 Et'Ada。由於其神力太過強大而將天空撞出一道大裂縫，該裂縫後來稱為太陽。受到 Altmer（高精靈）與 Breton（布萊頓人）人的崇拜，一般認為是創造與掌管神奇之神，亦有光之神、藝術之神、視覺之神之稱。其存在領域稱之為瑪格努斯神域，位於太陽。其代表在《上古卷軸5》中，挖掘出具有摧毀世界能力的瑪格努斯之眼與代表冬堡學院魔法的最終神器瑪格努斯之杖。

##### 迪德拉仆人
- 迪摩拉（Dremora）
- 金色圣徒（Golden Saints）
- 秩序騎士（Knights of Order）
- 黑暗魅魔 （Dark Seducers）
- 欧若拉 （Auroran）
- 席威莱 （Xivilai）
- 惊恐兽（Clannfear）
- 鳄面怪（Daedroth）
- 火焰凶灵（Flame Atronach）
- 寒冰凶灵（Frost Atronach）
- 风暴凶灵 （Storm Atronach）
- 黄昏翼魔 （Winged Twilight）
- 魔蛛 （Spider Daedra）
- 食人魔使徒（Ogrim）
- 欲望兽（Hunger）
- 混乱魔（Scamps）

### 其他种族
- 巨人族（Giant）
- 哥布林（Goblin）

### 阿卡维尔（Akavir）大陆的种族
- 虎人（Ka Po' Tun，卡波顿族）
- 雪魔（Kamal，卡玛尔族）
- 猴人（Tang mo，唐莫族）
- 蛇人（Tsaesci，赛蜥族）
- 龙族（Dragons）

### 吸血鬼(vampire)
天際省(skyrim)
- 沃基哈(Volkihar)吸血鬼：在不凡之血(immortal blood)書中被認為是最強大的吸血鬼族群，他們殘忍、多疑，喜歡居住在偏僻的、鬧鬼的結冰湖下，呼出的氣能讓犧牲者結冰，且能不打破結冰湖面而通過冰面，除獵食外不踏足人類社會。

瓦倫林地(Valenwood)
- 邦薩姆(Bonsamu)吸血鬼：長相和木精靈(Bosmer,wood elf)完全一樣，唯有在光的照耀下才會露出原型。
- 奇里爾斯(Keerilth)吸血鬼：可汽化成煙霧，汽化狀態難以行動。不凡之血(immortal blood)中原被認為在水中即無法汽化，此說法後來被推翻。
- 耶科夫吸血鬼(Yekef)：喜活吞生人。
- 泰伯斯(Telboth)吸血鬼：喜以孩童為獵物，並以孩童形象回到他們家中，等到數年後在毫無人性的飢餓中殺死所有人。

賽洛迪爾(Cyrodill)
- 賽洛迪爾的吸血鬼只有一族，其真名已不為人知，他們驅逐出其他在賽洛迪爾的吸血鬼族群，他們文明、開化，只要保持吸血，他們便與凡人無兩樣，喜歡在受害者睡著、無警惕下吸血。

## 游戏历史
到目前为止，上古卷轴的世界共经历了6个纪元：

### 黎明纪元 （Dawn Era）
黎明纪元是上古卷轴所在宇宙形成和开始的阶段，包括 安努（Anu）和帕杜梅（Padomay）创世以及阿德拉（Aedra）、迪德拉（Daedra）、尼恩（Nirn）的诞生。由于年代久远，这段历史只能通过神话和宗教文献获知。

### 神话纪元（Merethic Era）
神话纪元在诺德语中又称为精灵纪元（The Era of the Elves），开始于ME 2500，结束于卡莫兰王朝的建立（Camoran Dynasty） 。
在安努（Anu）和帕杜梅（Padomay）决战后，整个尼恩（Nirn）处于混乱之中，只有安诺菲（Ehlnofey）和伊斯特（Hist）这两个种族幸存下来。居住在原地区的安诺菲人称为古安诺菲人（Old Ehlnofey），流浪在外的安诺菲人称为安诺菲流浪者（wandering Ehlnofey）。当安诺菲流浪者找到他们的远亲古安诺菲人时，本以为会受到热情款待，但此时的古安诺菲人却认为安诺菲流浪者是一群堕落的种族，更是祖先的耻辱，随后战争便在两者之间爆发。原本一体的大陆被撕裂成了数块，大部分陆地因这场战争而沉入海底。古安诺菲人居住的地区只剩下泰姆瑞尔（Tamriel），而安诺菲流浪者的栖息地被分裂成了三块大陆：亚特莫拉（Atmora）、尤库达（Yokuda）、阿卡维尔（Akavir）。伊斯特族（Hist）并未参战，但他们的家园也随之沉入大海，只剩下黑沼泽（BlackMarsh）。
大灾变过后，一部分幸存的古安诺菲人从他们已沉入大海的家园奥德莫瑞（Aldmeris）迁徙到泰姆瑞尔的永夏岛（Summerset Isle） ，许多年后他们演变为奥德莫（Aldmer）并开始向泰姆瑞尔内陆迁徙。第一批奥德莫来到瓦伦伍德（Valenwood）变成了今天的波斯莫（Bosmer），接着杜莫（Dwemer）和赤莫（Chimer）去了晨风（Morrowind），艾雷德（Ayleids）定居在赛洛迪尔（Cyrodiil），法尔莫（Falmer）去了北部的天际（Skyrim），奥斯莫（Orsimer）迁徙到高岩（High Rock），马尔莫（Maormer）则定居在潘多尼亚（Pyandonea），留在永夏岛的奥德莫演变成了今天的奥特莫（Altmer）。
安诺菲流浪者在大灾变中也幸存了下来，他们就是后来的人类（Men）即：诺德人（Nord）、布萊頓人(Breton)、红卫人（Redguard）、以及泰姆瑞尔的土著人。

### 第一纪元（First Era）
第一纪元以伊普莱尔（Eplear）在瓦伦伍德（Valenwood）建立卡莫兰王朝（Camoran Dynasty）开始，直到罗曼·赛洛迪尔三世（Reman Cyrodiil III）遇刺以及阿玛莱西亚（Almalexia）和索萨·希尔（Sotha Sil）阻止梅鲁尼斯·大衮（Mehrunes Dagon）入侵晨风（Morrowind）为止，共历2920年。

### 第二纪元（Second Era）
第二纪元开始于罗曼·赛洛迪尔三世（Reman Cyrodiil III）遇刺后，结束于泰伯·塞普提（Tiber Septim）统一泰姆瑞尔，共历897年。上古卷軸Online背景設定

### 第三纪元（Third Era）
第三纪元以泰伯 塞普提（Tiber Septim）统一泰姆瑞尔开始，直到湮灭危机（Oblivion Crisis）中马丁·塞普提（Martin Septim）牺牲肉身化身阿卡托什（Akatosh）将梅鲁涅斯·大衮（Mehrunes Dagon）逐回湮灭领域（Oblivion）为止，共历433年。
上古卷轴1-4代都发生在第三纪元尤瑞尔·塞普提七世（Uriel Septim VII）也就是马丁·塞普提（Martin Septim）父亲统治时期。

### 第四纪元（Fourth Era）
第四纪元以塞普提（Septim）王朝结束开始，至今已经历201年，也是上古卷轴V：天际的背景设定。
第四纪元大事记：
4E 1-100年：位于晨风的红山喷发，整个瓦登费尔岛被火山灰掩埋，岛上的主要城市被毁，黑暗精灵逃往其他行省定居，天际的至高王（High King）将索斯海姆岛（Solstheim ）赠予黑暗精灵。五年后，黑沼泽脱离帝国行省，入侵晨风洗劫了伤堡，摧毁泰瓦尼家族，最后被雷杜兰家族驱逐，哈拉鲁家族遭到取缔。与此同时，奥辛尤姆城（Orsinium）被高岩和落锤联军围攻，大量兽人逃往天际。而在大陆的南方也发生了政变，梭莫（Thalmor）控制了永夏岛(Summerset Isle)将其易名为亚林诺(Alinor)，与瓦伦伍德(Valenwood)缔结联盟，奥德莫瑞王权（ Aldmeri Dominion）重建。
4E 100-200年：阿塔尤姆岛（Artaeum）再次消失。艾斯威尔（Elsweyr）分裂为两个王国：安奎纳（Anequina）和佩勒坦 （Pelletine）。位于天际的冬堡（ Winterhold）沉入大海只剩下魔法学院。4E 171年，奥德莫瑞王权入侵赛洛迪尔(Cyrodiil)和落锤省，期间围攻帝都（Imperial City）焚烧皇宫洗劫了白金塔（White-Gold Tower）。四年后，帝国和奥德莫瑞王权签署白金停战协议（White-Gold Concordat），协议规定泰姆瑞尔全境禁止崇拜塔罗斯（Talos）并将其逐出神位，割让落锤南部领土。落锤省因而拒绝了该协议于同年宣布退出帝国。
4E 201年：上古卷轴V：天际的背景设定。

## 軼事
天人互动在向中国大陸引进《上古卷轴3：晨风》时，使用了拙劣的机器翻译，包括将“What's your name”译为“什么's 你的 name”，这造成游戏内大量文本无法阅读理解。網路传言称天人互动将“上古卷轴”这一标题也错译成“老头滚动条”（由英文逐字翻译），但在檢視遊戲官方翻譯後並沒有發現這種錯譯，所以推論这个错误出自网络论坛上某個玩家自制的非官方翻譯。久而久之，“老滚”也成为部分华文地区玩家和媒体对上古卷轴系列游戏的戏谑称法，更衍生《艾爾登法環》亦被谑称為「老頭環」。

## 外部連結
- 官方网站